# Liemeer
Liemeer (anhörenⓘ) ist eine ehemalige Gemeinde in der niederländischen Provinz Südholland. Sie wurde mit Wirkung vom 1. Januar 2007 mit den Gemeinden Ter Aar und Nieuwkoop zur neuen Gemeinde Nieuwkoop zusammengeschlossen.

## Ortsteile
Nieuwveen (Rathaus), Noordeinde, Noordsedorp, Vrouwenakker und Zevenhoven.

## Politik

### Sitzverteilung im Gemeinderat
| Partei                 | Sitze | Sitze | Sitze | Sitze |
| Partei                 | 1990  | 1994  | 1998  | 2002  |
| ---------------------- | ----- | ----- | ----- | ----- |
| CDA                    | 6     | 4     | 5     | 5     |
| Gemeentebelangen Samen | 4     | 4     | 4     | 4     |
| VVD                    | 2     | 4     | 4     | 4     |
| PP ’90                 | 1     | 1     | —     | —     |
| SGP/RPF                | 0     | —     | —     | —     |
| Gesamt                 | 13    | 13    | 13    | 13    |